# Ludwig von Haynau

Wappen der Freiherren von Haynau

Philipp Ludwig von Haynau (* 1782 oder  18. Mai 1785 in Hanau; † 5. Juni 1843 in Heidelberg) stand als Kammerherr in Diensten des Markgrafen bzw. Kurfürsten Karl Friedrich von Baden und war Polizeiminister.

## Leben
Ludwig von Haynau war das dritte von sieben Kindern des Landgrafen und späteren Kurfürsten Wilhelm IX./I. von Hessen-Kassel und seiner zweiten Mätresse Rosa Dorothea Ritter. Er und seine leiblichen Geschwister 
Wilhelm Carl (1779–1856), Georg Wilhelm (1781–1813), Wilhelmine (1783–1866, ∞ Carl von Hanstein), Moritz (1784–1812), Marie Sophie Agnes Philippine Auguste (1785–1865) und Julius Heinrich Friedrich Ludwig (1786–1853) wurden am 10. März 1800 legitimiert und zu Freiherren/Freiinnen von Haynau erhoben.
1803 fand Ludwig Aufnahme in den badischen Hofdienst, war als Kammerherr – heute Privatsekretär genannt – für zeremonielle Angelegenheiten zuständig, so auch für diplomatische Missionen. Von 1813 bis 1815 führte er als berüchtigter Polizeiminister – bis 1808 eigenes Polizeiministerium – den Polizeiapparat in Baden.
Am 19. September 1817 heiratete er Wilhelmine Caroline Sophie von Zeppelin (1791–1872, Tochter des württembergischen Staatsministers Karl von Zeppelin), die in erster Ehe mit dem Minister Ludwig von Taube verheiratet war. Aus der Ehe sind die Kinder Mathilde Caroline Marie Luise Friederike Sophie (1821–1903, verheiratet mit Gustav Heinrich von der Leyen-Bloemersheim, Eltern des Landrats Friedrich von der Leyen-Bloemersheim) und Wilhelm (1823–1846) hervorgegangen.

### Schriften
- Mitwirkung an dem Werk „Ist es dem Interesse anderer deutschen Staaten angemessen, sich dem königl. baier. Zollsysteme anzuschließen?“[3]

### Auszeichnungen
- Wirklicher Geheimer Rat[4]